# Бінаш
Біна́ш (каз. Бинаш) — село у складі району Магжана Жумабаєва Північноказахстанської області Казахстану. Входить до складу Ногайбайбійського сільського округу.
До 2009 року село називалось Беняш.
Населення — 153 особи (2021; 286 у 2009, 321 у 1999, 309 у 1989).
Національний склад станом на 1989 рік:
- казахи — 100 %.